# دانشنامه اسلام
دانشنامهٔ اسلام نتیجه تحقیق محققان و خاورشناسان اروپائی (مسلمان و غیر مسلمان) در زمینه اسلام (اعلام، اماکن، کتب و مفاهیم) است. کار نگارش آن از سال ۱۹۰۶ و زیر نظر مارتین تئودور هوتسما به زبان انگلیسی آغاز شد.
بیشتر مطالب این دانشنامه مربوط به قبل از دنیای مدرن است، البته تعدادی از مدخل‌ها به مطالب مربوط به دنیای مدرن نیز می‌پردازند. نسخه نخست دانشنامه اسلام در میان سال‌های ۱۹۱۳–۱۹۳۶ تهیه گشت و نسخهٔ دوم در سال‌های ۱۹۶۰–۲۰۰۵ تهیه شد و پس از مدتی تهیه نسخه سوم آغاز گشت که هنوز ادامه دارد.
دانشنامهٔ اسلام، اثری مرجع با اهمیت بنیادین در موضوعاتی است که، طبق توصیف خود، به «جغرافیا، قوم‌نگاری و زندگی‌نامهٔ مردمان مسلمان» می‌پردازد. این دانشنامه که تحت نظارت انتشارات ای. جی. بریل منتشر می‌شود، در دو ویرایش وجود دارد. ویرایش اول در دورهٔ ۱۹۱۳-۱۹۳۸ منتشر شد و توسط هیئت تحریریه‌ای برجسته که در نهایت شامل م. ت. هوتسما، ت. و. آرنولد، باست، هارتمن، آ. جی. ونسینک، و. هفنینگ، ا. لوی-پروونسل و ه. آ. ر. گیب بود، نظارت می‌شد. این دانشنامه در سه نسخهٔ همزمان اما نه کاملاً یکسان منتشر شد—یکی به زبان فرانسوی، یکی به زبان آلمانی و دیگری به زبان انگلیسی، که نسخهٔ انگلیسی شامل چهار جلد و یک ضمیمه در مجموع تقریباً پنج هزار صفحهٔ چاپی متراکم و تقریباً نه هزار مقاله به ترتیب حروف الفبا بود. ویرایش اول به سرعت جایگاهی در زمینهٔ مطالعات اسلامی به عنوان اثری مرجع ضروری با جایگاهی مشابه با دانشنامهٔ پاولی-ویسووا در مطالعات کلاسیک به دست آورد. با این حال، پوشش آن به اندازهٔ مطلوب جامع نبود و به سرعت با انفجار دانش در مورد جهان اسلام که پس از جنگ جهانی دوم رخ داد، منسوخ شد. در نتیجه، انتشار ویرایش دوم، در نسخه‌های فرانسوی و انگلیسی، در سال ۱۹۵۴ آغاز شد. در این تاریخ (۱۹۹۴)، هنوز کامل نشده است و تازه به حرف «R» رسیده است. هر دو ویرایش شامل طیف گسترده‌ای از مقالات توسط محققان برجسته در مورد تاریخ و فرهنگ جهان اسلام است. تقریباً همهٔ آنها مستند هستند و منابع کتاب‌شناختی گسترده‌ای را ارائه می‌دهند. دانشنامهٔ اسلام همچنین شامل نقشه‌ها، تصاویر و جداول متعددی است.
رابطهٔ بین دو ویرایش دانشنامهٔ اسلام پیچیده است. ویرایش دوم از نظر قالب مشابه ویرایش اول است، برخی از مقالات آن را حفظ کرده و در ابتدا اساساً به عنوان به‌روزرسانی نسخهٔ اصلی در نظر گرفته شده بود. با این حال، دامنهٔ ویرایش دوم در طول انتشار آن، به ویژه پس از اتمام جلد دوم در سال ۱۹۶۵، به طور قابل توجهی گسترش یافته است، به طوری که تفاوت بین ویرایش‌ها به ویژه در جلدهای جدیدتر مشهود است. ویرایش دوم در حال حاضر هشت جلد به اضافهٔ جزوه‌های تکمیلی بالغ بر بیش از نه هزار صفحه را شامل می‌شود—وقتی کامل شود، تقریباً سه برابر اندازهٔ ویرایش اول خواهد بود، افزایشی که هم به دلیل پرداخت گسترده‌تر یا بازبینی و به‌روزرسانی برخی از موضوعات و هم به دلیل گنجاندن مقالات جدید و اضافی است. به طور کلی، ویرایش دوم دانشنامهٔ اسلام بر ویرایش اول برتری دارد و جایگزین آن شده است، اما ویرایش اول به هیچ وجه منسوخ نیست. مزیت کامل بودن را دارد و بدیهی است که ارزش خود را برای آن دسته از مقالات در انتهای حروف الفبا که هنوز در ویرایش دوم به آنها نرسیده‌اند، حفظ می‌کند. به دلیل تغییر ترتیب موضوعات مقاله در ویرایش دوم، برخی از مقالات از جلدهای قبلی ویرایش اول هنوز تکرار نشده‌اند و بنابراین مفید باقی می‌مانند. به عنوان مثال، در ویرایش اول، می‌توان مقالاتی در مورد «علی بن الحسین» یا «کرم، بنوال» یافت که هنوز در ویرایش دوم ظاهر نشده‌اند، زیرا آنها تحت عنوان «زین العابدین» و «زرایدیان» فهرست می‌شوند. برخی از زندگی‌نامه‌های فردی در ویرایش اول در مدخل‌های سلسله‌ای در ویرایش دوم گنجانده شده‌اند. در حالی که منتظر مقالات جدید در مورد رستمیان، صفویان، سامانیان یا زیریان هستیم، می‌توان به مقالاتی مانند «عبدالرحمن بن رستم»، «عباس اول»، «عبدالملک بن نوح» و «بادیس بن حبوس» در ویرایش اول مراجعه کرد. به طور مشابه، مقالاتی مانند «آفرین» یا «اردیبهشت» در ویرایش دوم تحت عنوان «تاریخ» ظاهر می‌شوند. همچنین بسیاری از مقالات جزئی وجود دارند که از ویرایش دوم حذف شده‌اند و بنابراین فقط در ویرایش اول یافت می‌شوند. اینها شامل طیف متنوعی از موضوعات مانند «آب»، «آبش» (شاهزادهٔ سلغوری)، «خانه»، «الککنگی» (کاکنج، گیلاس زمستانی)، «قاپلان مصطفی پاشا» (ژنرال عثمانی)، «الهاجی» (درختچهٔ دارویی) و «عبدالرحمن حسام زاده» (شیخ‌الاسلام عثمانی) است. در نهایت، باید توجه داشت که برخی از مقالات از ویرایش اول در واقع از جایگزین‌های خود در ویرایش دوم بهتر هستند و بسیاری از آنها به عنوان دیدگاه‌های نسل قبلی محققان و ارائهٔ منابع به کتاب‌ها و مقالات قدیمی‌تر که در مقالات جدیدتر ذکر نشده‌اند، علاقهٔ تاریخی و کتاب‌شناختی قابل توجهی را حفظ می‌کنند. با در نظر گرفتن همهٔ اینها، دو ویرایش دانشنامهٔ اسلام شاید باید به عنوان آثار جداگانه در نظر گرفته شوند و محقق دقیق مایل به مطالعهٔ هر دو خواهد بود.
اگرچه پوشش موضوعی دانشنامهٔ اسلام به طرز چشمگیری گسترده است و دانشی که در آن وجود دارد از کیفیت بسیار بالایی برخوردار است، این پروژه بدون نقص نیست. یکی از انتقادات کلی که به آن وارد شده این است که استفاده از آن برای خوانندگان عادی بسیار دشوار است و حتی برای اسلام‌شناسان حرفه‌ای نیز می‌تواند گیج‌کننده باشد. یک مشکل معمولی این است که مقالات، که مملو از حقایق و کم توضیح هستند، می‌توانند مبهم شوند و با توجه بیش از حد به جزئیات پیچیده و بی‌اهمیت که چیزی بیش از علاقهٔ عتیقه‌شناختی ندارند، دچار مشکل شوند. مانع دیگری که باید بر آن غلبه کرد، سیستم نویسه‌گردانی است. این سیستم در ویرایش اول کاملاً ناسازگار و خودسرانه بود. در ویرایش دوم به طور سیستماتیک‌تری اعمال می‌شود اما همچنان می‌تواند گیج‌کننده باشد زیرا روش‌های کمی متفاوتی برای نویسه‌گردانی عربی، فارسی، ترکی و اردو استفاده می‌شود (ظاهراً هیچ سیستم ثابتی برای نویسه‌گردانی از سایر زبان‌های اسلامی وجود ندارد). همیشه آسان نیست که حدس بزنیم از کدام روش استفاده می‌شود یا چگونه. به عنوان مثال، مدخل «محمد» برای کاربرد عربی و فارسی معمولاً به صورت «محمد» برای کاربرد ترکی ظاهر می‌شود، اما ممکن است با استثنائاتی مانند نام وزیر عثمانی «علی پاشا محمد امین» نیز مواجه شویم. همچنین همیشه مشخص نیست که آیا یک مدخل به شکل کهن یا مدرن ظاهر می‌شود. برای یافتن اطلاعات در دانشنامهٔ جدید اسلام در مورد گرجستان، به عنوان مثال، ممکن است فرد زیر نام قرون وسطایی «جرجان» جستجو کند، فقط به اصطلاح جدیدتر «گُرجِستان» و از آنجا به «کُرج» ارجاع داده شود، جایی که مقاله در واقع ظاهر می‌شود. حتی متخصصان نیز ممکن است ابتدا به دنبال پایتخت سودان زیر «خارطوم» نباشند.
مشکل حتی دلهره‌آورتر برای بسیاری از خوانندگان این است که مقالات در مورد موضوعات فرهنگ عمومی، که اغلب نمونه‌هایی از اصیل‌ترین، آموزنده‌ترین و مهم‌ترین مقالات در دانشنامه هستند، زیر اصطلاحی گرفته شده از اصطلاحات عربی ظاهر می‌شوند—به عنوان مثال، مطالب بسیار جالب در مورد باروت زیر «بارود»، خواجه‌ها زیر «خصی»، ورزش زیر «لعب»، قتل زیر «قتل» یا تیراندازی با کمان زیر «قوس» ظاهر می‌شوند. خوشبختانه، انتشار اخیر فهرست عمومی و فهرست موضوعی برای دانشنامهٔ جدید اسلام این مشکلات را جبران می‌کند و باید محقق کوشا را قادر سازد تا اطلاعات مورد نظر را کارآمدتر پیدا کند.
انتقاد بسیار جدی‌تر مربوط به مفروضات معرفت‌شناختی آن است. هیچ توضیح واقعی از فلسفهٔ علمی یا اصول ویراستاری دانشنامه هرگز منتشر نشده است، اما دیدگاه آن به خوبی با شعار روی صفحهٔ عنوان آن نشان داده می‌شود، که اعلام می‌کند که «توسط تعدادی از خاورشناسان برجسته تهیه شده است». به بسیاری جهات، دانشنامهٔ اسلام در واقع بیان کاملی از خاورشناسی سنتی اروپایی است، با تمام آنچه که برای خوب و بد به همراه دارد. جنبهٔ بالقوه مشکل‌ساز این امر ابتدا در نویسندگی آن منعکس می‌شود، که ناگزیر این سؤال را مطرح می‌کند که چه کسی مجاز به نمایندگی اسلام در یک اثر علمی بزرگ است و آنها چقدر معتبر این کار را انجام می‌دهند. همهٔ ویراستاران و اکثریت قریب به اتفاق نویسندگان در واقع خاورشناسان اروپایی بوده‌اند. درست است که ویرایش دوم، در پاسخ به انتقاد از کمبود نویسندگان مسلمان، اکنون شامل مقالاتی از بسیاری از محققان با پیشینهٔ مسلمان است، اما آنها همچنان محققانی هستند که در روش‌های خاورشناختی آموزش دیده‌اند، که دیدگاه و رویکرد آنها تفاوت چندانی با نویسندگان اروپایی ندارد. این حس به انسان دست می‌دهد که فرصت بزرگی از دست رفته است که به عنوان مقاله یا بخش‌هایی از مقالات، مشارکت‌های علمای سنتی مسلمان حداقل در مورد مسائل فقه گنجانده نشود. یک نمونهٔ خوب در این زمینه، مقالهٔ کاملاً ناکافی در مورد «المسح علی الخفین» است. این مقاله عملاً دیدگاه شیعه را نادیده می‌گیرد، تمرکز خود را در مجموعه‌ای از معانی جزئی از دست می‌دهد و کاملاً در انتقال معنا و اهمیت این موضوع در اندیشهٔ مسلمانان ناکام است. شاید به همان اندازه مهم، کم‌نمایی نویسندگان آمریکایی در دانشنامهٔ اسلام است. این امر در مورد ویرایش اول قابل درک است، اما با توجه به افزایش چشمگیر مطالعات خاورمیانه و اسلامی در ایالات متحده در طول چند دههٔ گذشته، توجیه آن در ویرایش دوم دشوارتر است. با این حال، پژوهش‌های آمریکایی تمایل دارند بر موضوعات مورد علاقهٔ مدرن تأکید کنند، از روش‌های جدیدتر که اغلب از علوم اجتماعی اقتباس شده‌اند به جای زبان‌شناسی مرسوم استفاده کنند و به تفسیر و تحلیل بیش از داده‌های واقعی خام ارزش قائل شوند. به نظر می‌رسد این تمایلات به همان اندازه برای دانشنامهٔ اسلام نامطلوب است که رویکرد علمای سنتی مسلمان خواهد بود.
موضوعی که در نهایت از نویسندگان دانشنامهٔ اسلام مهم‌تر است، تأثیر دیدگاه خاورشناسانهٔ آن بر محتوای اساسی آن است. یکی از اولین محققانی که حملهٔ تندی به این جنبه از دانشنامهٔ اسلام کرد، مارشال هاجسون بود که از آنچه آن را «جانبداری عرب‌گرایانه و زبان‌شناسانه» می‌دانست، ابراز تأسف کرد. مطمئناً، هر کسی که به طور مفصل از آن استفاده کند، متوجه انتخاب‌های عجیب و غریب مختلف در مورد اینکه کدام مقالات گنجانده شده یا حذف شده‌اند، میزان فضایی که به موضوعات خاص اختصاص داده شده و تمرکز بیش از حد بر دغدغه‌های متنی و عتیقه‌شناختی خواهد شد. برای ارائهٔ چند نمونه، مقاله در مورد شهر کوچک سوری «حمص» در ویرایش دوم شش صفحه به اضافهٔ یک نقشهٔ تاشو را اشغال می‌کند. در مقابل، مقالات «قم» و «مشهد»، که هر دو به مراکز مذهبی مهم می‌پردازند، هر کدام حدود سه صفحه اختصاص داده شده‌اند. «آنکارا»، یک مرکز سیاسی مدرن با تاریخ طولانی خود، دو صفحه و «جاکارتا»، یکی از بزرگترین شهرهای مسلمان جهان، فقط نیم صفحه، با آمار جمعیتی برای سال ۱۹۴۰ که هیچ نشانه‌ای از اندازهٔ واقعی آن در زمان انتشار مقاله نمی‌دهد! در حالی که ممکن است توجیه قابل دفاعی برای چنین «جانبداری» وجود داشته باشد (و بخش زیادی از آن ممکن است صرفاً به سیاست سهل‌انگارانهٔ ویراستاری در برخورد با مشارکت‌های فردی نسبت داده شود)، تا حدی که این تصور را ایجاد می‌کند که «اسلام» یک اثر موزه‌ای فسیل‌شده است تا یک موجودیت حیاتی، زنده، در حال توسعه و چندوجهی، و آنچه در مورد آن مهم و هنجاری است، با نزدیکی آن به عرب‌گرایی، سنی‌گری، سرزمین‌های مدیترانه‌ای، روش‌شناسی زبان‌شناختی و دوره‌های پیش از مدرن تعیین می‌شود، تأسف‌آور است. همچنین این اثر باعث می‌شود که این اثر به عنوان ابزاری مرجع برای کسانی که به حوزه‌های مطالعات اسلامی علاقه‌مند هستند که با اولویت‌های دانشنامهٔ اسلام مطابقت ندارند، رضایت‌بخش نباشد.
ایران‌شناسان از جمله کسانی هستند که ممکن است از عدم تعادل نسبی ناشی از دیدگاه دانشنامهٔ اسلام ناامید شوند. اگرچه به فرهنگ پیش از اسلام عربستان و جهان سامی با جزئیات قابل توجهی پرداخته شده است، اما به ایران پیش از اسلام پرداخته نشده است. ویرایش اول هیچ مقاله‌ای در مورد زرتشت نداشت (فقط یک مقالهٔ کلی در مورد «مجوس»). حتی شخصیتی مانند انوشیروان، که در توسعهٔ ادبیات اندرز اسلامی و نظریهٔ کشورداری بسیار برجسته است، فقط اشاره‌ای گذرا در ویرایش دوم دریافت می‌کند. تقریباً همهٔ گروه‌های مختلف قبایل عرب پوشش طولانی دریافت می‌کنند. قبایل ترک و فارس کمتری گنجانده شده‌اند و معمولاً طول کوتاه‌تری دارند (به عنوان مثال، اندازه و رویکرد مقاله در ویرایش دوم در مورد «بختیاری» را با قبیلهٔ باستانی عرب «خزاعه» مقایسه کنید).
پرداختن به موارد مرتبط با تشیع نیز نسبتاً نادیده گرفته شده است، اگرچه تأثیر رویدادهای اخیر ظاهراً تغییراتی را در این زمینه ایجاد کرده است. اصطلاح «آیت‌الله» هرگز در ویرایش اول گنجانده نشد و تنها با انتشار یک جزوهٔ تکمیلی در سال ۱۹۸۰ پس از آنکه انقلاب ایران در سال ۱۳۵۷ ش./۱۹۷۹-۱۹۷۸ استفاده از آن را رایج کرد، در ویرایش دوم ظاهر شد. اگرچه برخی از فرقه‌های مبهم قرون وسطایی اسلام در هر دو ویرایش مقاله دریافت کردند، جنبش‌های حیاتی مهم اخباری-اصولی نیز فقط در جلدهای اخیر مورد توجه قرار گرفتند. اگرچه گنجاندن نهایی چنین مقالاتی نشان‌دهندهٔ بهبود در پوشش دانشنامهٔ اسلام است، اما نشان‌دهندهٔ مشکلاتی نیز هست که در گذشته وجود داشته و ممکن است هنوز هم گاهی با آنها مواجه شویم.
در نهایت، می‌توان اشاره کرد که چنین کاستی‌هایی در مفهوم یا اجرای دانشنامهٔ اسلام یک نتیجهٔ تصادفی داشته است: آنها الهام‌بخش تولید چندین اثر مرجع مشابه با هدف اصلاح آنها بوده‌اند. به عنوان مثال، تمایل به جبران جهت‌گیری سنی دانشنامهٔ اسلام، منجر به آغاز یک دانشنامهٔ شیعهٔ اسلامی (به ویرایش حسن الامین؛ بیروت، ۱۹۷۰) شد. دانشنامهٔ ترکی اسلام نه تنها بخش زیادی از دانشنامهٔ اصلی اسلام را به ترکی ترجمه کرد، بلکه مقالات مختلف را نیز اصلاح کرد و تعداد زیادی مقالهٔ دیگر در مورد موضوعات مربوط به آثار باستانی ترک پیش از عثمانی، تاریخ و تمدن عثمانی، ترکیهٔ مدرن و مردم ترک اضافه کرد. برای ایران‌شناسان جالب‌تر، ترجمه‌ای مشابه اصلاح‌شده و گسترش‌یافته به زبان فارسی به عنوان دانش‌نامهٔ ایران و اسلام آغاز شد. این اثر اکنون با یک اثر مرجع جدید مهم که به شدت به پرداختن به همهٔ موضوعات مربوط به فرهنگ فارسی در دوره‌های اسلامی و پیش از اسلامی می‌پردازد، یعنی دانشنامهٔ ایرانیکا، جایگزین شده است.

## حمایت‌کنندگان و همکاران
در سال ۱۸۹۰ خاورشناسان غربی در کنگره‌ها و کنفرانس‌های متعدد نسبت به تألیف و تحقیق در زمینه اسلام را مسئله‌ای مهم اعلام کردند که پس از تصویب ویرایش این دانشنامه در سال ۱۸۹۱ به صورت رسمی به سرپرستی هوتسما از دانشگاه اوترخت آغاز گردید و خاورشناسان کشورهای دیگر از جمله دانکلان بلاک مک‌دونالد از آمریکا در مدیریت یا مقاله‌نویسی آن سهیم بودند.
در ژوئیه ۱۹۴۸ با تصویب بیست و یکمین کنگرهٔ خاورشناسان در پاریس این دائرةالمعارف در سالهای بعد گسترده‌تر شد که ویرایش نسخه دوم آن بعد از مصوبه شروع شد و در سال ۱۹۶۲ مؤسسه راکفلر (به انگلیسی: Rockefeller Institute of Government) به عنوان کمک هزینه مبلغ ۴۵ هزار دلار برای چاپ آن پرداخت کرد.

## نسخه‌ها

### ویرایش اول
این دانشنامه در بین سالهای ۱۹۱۳ تا ۱۹۳۸ در پنج جلد در سه زبان انگلیسی، آلمانی و فرانسوی با حمایت انجمن فرهنگستان‌ها توسط انتشارات بریل در لیدن هلند به چاپ رسید. این مجموعه نخستین دانشنامه و اثر منسجم علمی در زمینه اسلام در زبان‌های زنده دنیا بود که بعد از مدتی در کشورهای اسلامی به زبان عربی، زبان ترکی، فارسی و اردو ترجمه شد و نقدهای بسیاری در مورد آن نوشته شد که اکثر ترجمه‌ها همراه با مقالات اضافی و نقد نسخهٔ اصلی بود.

### ویرایش دوم
از سا ل۱۹۵۰ ویرایش دوم آن به دو زبان انگلیسی و فرانسوی آغاز شد. جلد اول فرانسوی آن در سال ۱۹۵۴ و جلد دوم فرانسوی آن در ۱۹۶۰ و جلد چهارم آن در ۱۹۷۵ انتشار یافت. انتشار نسخهٔ دوم انگلیسی آن از سال ۱۹۸۶ تا ۱۹۹۷ ادامه داشت که جلد اول در ۱۹۸۶ و جلد نهم آن در سال ۱۹۹۷ با آخرین کلمه Szekesfehervar چاپ شد.

### ویرایش سوم
از سال ۲۰۰۷ تدوین ویرایش سوم آغاز شده است که تا سال ۲۰۱۹ حجم آن به شش جلد رسیده است.

## ترجمه‌ها

### ترجمه عربی
ترجمه عربی از چاپ اول EI زودتر از دیگر ترجمه‌ها و براساس متن انگلیسی و فرانسوی آن در قاهره با عنوان دائرةالمعارف الاسلامیة آغاز شد. از مقدمه این ترجمه برمی‌آید که کار آن پیش از سال‌های ۱۳۱۲ هجری شمسی (۱۹۳۳ میلادی) سامان یافته است. این ترجمه مانند دیگر ترجمه‌های EI که در دیگر کشورها انجام می‌شد ترجمه تنها نیست، بلکه مطالبی به پاره‌ای از مقالات افزوده و گاهی نقدهایی در پایان مقالات آورده شده است.

### ترجمه ترکی
در سال ۱۹۴۰ میلادی وزارت آموزش عالی ترکیه، ترجمه و نشر EI را به دانشکده ادبیات دانشگاه استانبول واگذاشت. هیئتی متصدی این کار شد، و سرانجام در سال ۱۹۸۸ این ترجمه در ۱۵ جلد با سرمایه دولتی با نام İslâm Ansiklopedisi چاپ شد. این ترجمه که بر اساس چاپ اول EI است همراه با نقد و ارزیابی و اضافات کلی بر اصل EI است و در نگاه کلی به تاریخ و فرهنگ و تمایلات ملی ترکیه نظر دارد.

### ترجمه فارسی
- پس از چند سری ترجمه ناتمام که از سال ۱۳۲۷ هجری شمسی (۱۹۴۸ میلادی) آغاز شد در سال ۱۳۴۸ هجری شمسی (۱۹۶۹ میلادی)، «دانش‌نامه ایران و اسلام» در ۱۱ جلد ترجمه شد که در سال ۱۳۵۴ هجری شمسی بنگاه نشر و ترجمه، جلد نخست آن را چاپ کرد این ترجمه همراه با مقالات افزوده و نقدها بر مقالات اصلی بود جلد یازدهم و آخرین جلد این دانشنامه در سال۱۳۷۰ چاپ شد و این ترجمه همچنان ناتمام ماند که در مقدمه جلد اول، دهم و یازدهم انتقاداتی کلی از محتوای مقالات EI صورت گرفته، ولی در عمل، اصلاح جدی‌ای صورت نپذیرفته است.
- بر خلاف تصور که ادعا شده بود دانشنامه جهان اسلام در ادامه دانشنامه ایران و اسلام است ولی در مقدمه دانشنامه جهان اسلام ذکر شده است که تفاوت‌های بنیادی با این دانشنامه دارد.
- دائرةالمعارف فارسی که در سال ۱۳۳۳ به سرپرستی غلامحسین مصاحب نوشته شد هر چند که ترجمه دائرةالمعارف وایکینگ بود ولی تعدادی از مقالات EI را عیناً ترجمه و در خود قرار داده بود.

### ترجمه افغانی
این دانشنامه که ترجمه EI بود به همت انجمن دائرةالمعارف کابل در سال ۱۳۲۷ هجری شمسی در افغانستان به زبان فارسی منتشر شده.

### ترجمه اردو
نسخه ترجمهٔ اردو که همراه با مقالات و نقدهای اضافی بود در سال ۱۹۶۰ میلادی توسط دانشگاه پنجاب لاهور پاکستان بر پایه ویرایش دوم EI ترجمه شد؛ و با سرپرستی محمد شفیع تا سال ۱۹۹۳ ۲۴ جلد از آن به چاپ رسید. در پایان این ترجمه ذکر شده است که روایات و مجموعه‌های تدوین یافته در اسلام، با ارزش‌تر از این دائرةالمعارف است. قرآن، خودْ دائرةالمعارف است و این دانشنامه با تأکید بر تاریخ، فرهنگ، تمایلات ملی و با توجه به جغرافیای پاکستان و هندوستان نگاشته شد و در انتها از ابن عبد ربه اندلسی (عقدالفرید)، ابونصر فارابی (احصاءالعلوم)، رسایل اخوان‌الصفاء (حدود قرن چهارم)، بوعلی سینا (دانش‌نامه علایی)، محقق طوسی (شرح اشارات، اساس‌الاقتباس)، و محمد بن محمود آملی (قرن هشتم) (نفایس‌الفنون) نیز یاد می‌کند و نامه اقبال لاهوری به پروفسور خلیل خالدبی را می‌افزاید که در آن ذکر اقبال سفارش می‌کند که دانشمندان ترکیه در مقابل دائرةالمعارف اسلام غربی‌ها دائرةالمعارف اسلامی بنویسند.

## مدخل‌های ایران
در این دانشنامه به موضوع ایران پس از اسلام می‌پردازد و شخصیت‌ها و موضوع‌های مرتبط با آن را بررسی می‌کند.

## انتقادات به دانشنامه اسلام

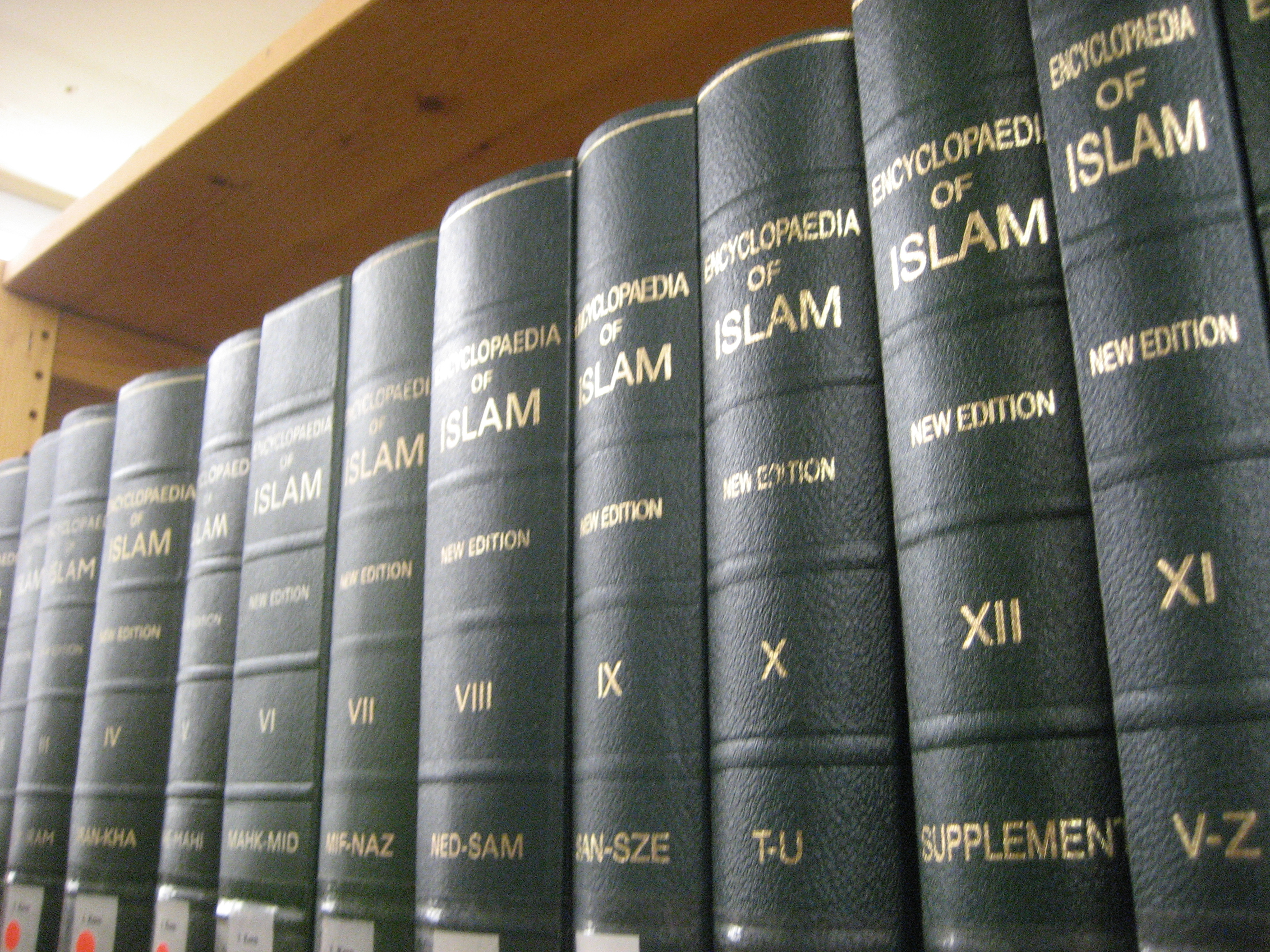

دربارهٔ مقالات این دانشنامه توسط محققان مسلمان نقدهای بسیاری نوشته شده است. حتی در ترجمه‌های آن این نقدها ذکر شده است و گاهی مقالاتی که به نظر هر گروه مترجم کمبودهایی داشته است را خودشان افزوده‌اند به عنوان مثال مهم‌ترین اشکالات دانشنامه اسلام از دید احسان یارشاطر:
- ضعف اطلاع و نقص تحقیق که گاه در برخی از مقالات کوتاه‌تر دیده می‌شود.
- کامل نبودن فهرست اختصارات مجلات و نشریات ادواری که در ابتدای دائرةالمعارف قرار دارد.
- فقدان مقدمه‌ای که اصول کار دائرةالمعارف و معیارهای آن را به دست دهد.
- وجود لغزش‌هایی که گاهی در صحت مطالب یا ارقام یا سنوات یا اسمی یا ارجاعات یا در فهم درست عبارات متون شرقی روی داده است.
- روی دادن اشتباهاتی که به ندرت در ترجمه از زبانی به زبان دیگر پیش می‌آید.
- اختلافاتی که گاهی میان متن انگلیسی و فرانسوی در اعداد و ارقام و ضبط اسامی و جزو این‌ها دیده می‌شود و خوانندهٔ کنجکاو را مردد می‌سازد.
- روی دادن اشتباهاتی که گاه میان فتحه و الف مقصور یا ممدود در نقل اسامی و میان حرکات کوتاه و بلند به‌طور کلی به چشم می‌خورد، که اغلب باید از اشتباهات چاپی ناشی شده باشد.[۱۷]